# Município
Município hoặc concelho (huyện) là một đơn vị hành chính cấp thứ hai của Bồ Đào Nha theo quy định của Hiến pháp năm 1976. Một Municipio lại chia làm nhiều Freguesia (xã). Huyện ở phía bắc của nước này thường có nhiều xã hơn. 6 huyện chỉ một xã, và Barcelos là huyện có nhiều xã nhất, với 61 xã, trong khi Corvo, theo luật, là huyện duy nhất không có xã. Cộng hòa Bồ Đào Nha có tổng cộng 308 huyện, được chia ra thành 3091 xã (freguesia).
Kể từ khi thành lập một chính quyền địa phương dân chủ, trong năm 1976 các huyện Bồ Đào Nha được cai trị bởi một hệ thống bao gồm một cơ quan điều hành (Văn phòng huyện) và một cơ quan cố vấn (hội đồng huyện). Văn phòng huyện bao gồm một chủ tịch huyện và một số hội viên hội đồng tỷ lệ thuận với dân số huyện. Hội đồng huyện gồm có chủ tịch của tất cả các xã trong huyện, cũng như của một số đại biểu được bầu trực tiếp, ít nhất là tương đương với số lượng của các chủ tịch xã cộng thêm một. Cả hai cơ quan được bầu mỗi bốn năm.